# Pteropus brunneus
Pteropus brunneus е изчезнал вид бозайник от семейство Плодоядни прилепи (Pteropodidae).